# Rodolfo di Ems
Rodolfo di Ems (Hohenems, 1200 circa – 1254) è stato un poeta medievale.

## Biografia

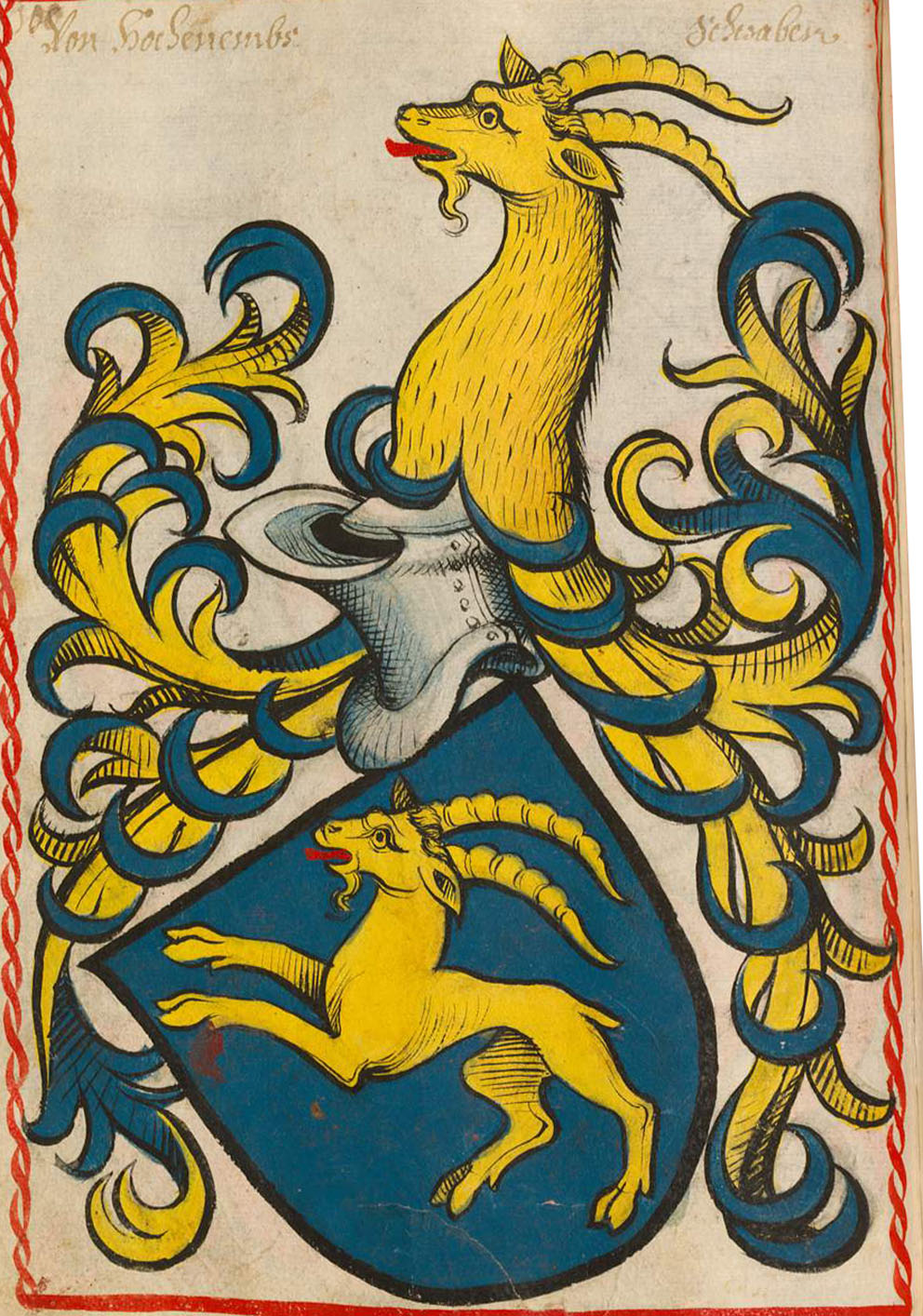
Stemma dei signori di Ems

Rodolfo di Ems apparteneva a un'importante famiglia nobile del Vorarlberg, la stirpe degli Ems. Nacque a Hohenems e fu al servizio del conte di Montfort. La sua produzione letteraria può essere datata tra il 1220 e il 1254, ma le sue opere non sono sopravvissute nella loro interezza.
Rodolfo di Ems morì mentre era al seguito di re Corrado IV durante il suo Italienzug.

## Creazione letteraria
Rodolfo stesso definisce Goffredo di Strasburgo il suo modello di riferimento - anche spesso è stato più di un modello, dato che a volte cita quasi alla lettera il Tristano. Per ben due volte, inoltre, si è ispirato a Goffredo nell'offrire una "rassegna letteraria", consistente in un excursus in cui campiona la poesia cortese e nomina molti contemporanei oltre alle sue opere.
Tra le opere sopravvissute, la Der gute Gerhard è la più antica. È una glorificazione dell'umiltà in chiave cristiana, probabilmente adattata da una fonte latina. Seguono Barlaam e Jisaphat, scritto tra il 1225 e il 1230 circa dopo un adattamento dal greco al latino della leggenda della conversione del figlio di un re indiano al cristianesimo (pubblicato da Pfeiffer, Lipsia, 1843, ristampato nel 1965) e Willehalm von Orlens, la storia della storia d'amor cortese tra Willehalm e Amelie, che sono tra gli amanti più famosi del Medioevo.

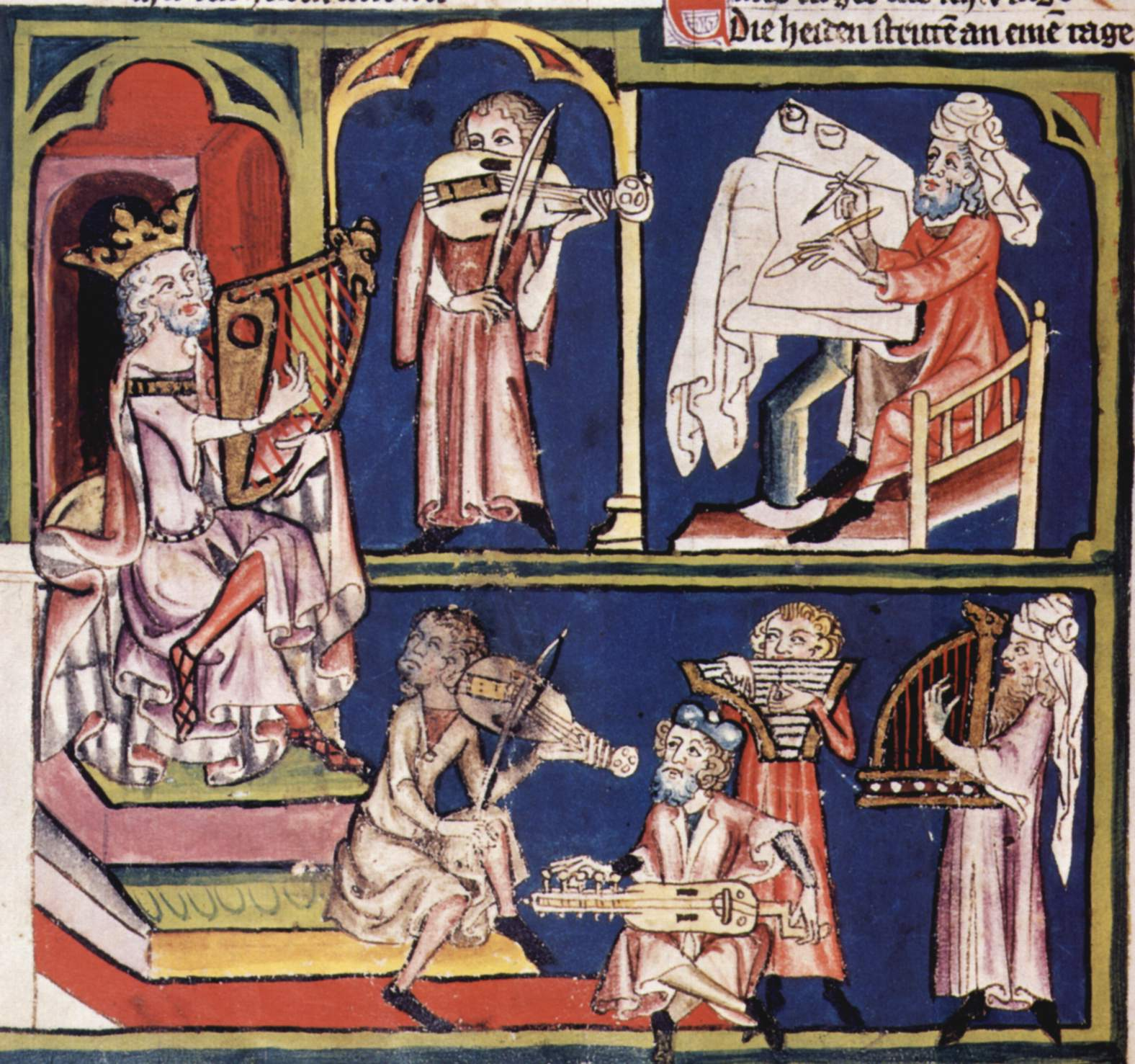
Dalla Cronaca mondiale (Weltchronik): re Davide con scribi e musicisti; intorno al 1340 (Biblioteca centrale di Zurigo)

Il Romanzo di Alessandro, scritto intorno al 1240, rimase incompiuto. In 21.000 versi, descrive l'educazione e le battaglie di Alessandro Magno; l'eroe è un modello di virtù cavalleresca. Rodolfo utilizzò come fonti la Historia de preliis e la Historiae Alexandri Magni di Quinto Curzio Rufo.
La Cronaca del Mondo (Weltchronik), dedicata al re Corrado IV, è l'ultima opera di Rodolfo. È la prima cronaca mondiale in lingua tedesca. Rodolfo la suddivise la storia del mondo in sei epoche, di cui riuscì a completare solo le prime quattro. Le fonti sono la Vulgata, la Historia Scolastica di Pietro Comestore, l'Imago Mundi di Onorio Augustodunense e il Pantheon di Goffredo da Viterbo. Una particolarità erano i cosiddetti acrostici: grandi capolettere all'inizio di ogni era del mondo. La cronaca racconta la storia dell'umanità dalla Creazione alla morte di Salomone, con una tendenza a legittimare il dominio degli Hohenstaufen. Fino al XIII secolo, in alcuni manoscritti è stata fusa con la cronaca di Cristoforo. I vari manoscritti si dividono in cinque categorie:
- 1ª e 2ª categoria: cronaca del mondo (Weltchronik) e cronaca di Cristoforo in forma pura
- 3ª e 4ª categoria: manoscritti in cui le due recensioni sono collegate in modi diversi.
- 5ª categoria: Il testo puro in relazione alla continuazione e all'adattamento di Enrico di Monaco.

## Opere
- Der guote Gêrhart
- Barlaam e Iosafat (Digitalisat)
- Il romanzo di Alessandro
- Cronaca del mondo (Digitalisat)
- Willehalm von Orlens (Digitalisat)

### Edizioni di testi
- Rudolf von Ems, Der guote Gêrhart, hrsg. von John Asher. 3. Auflage, Tübingen 1989. (Altdeutsche Textbibliothek, Bd. 56).
- Rudolf von Ems, Der Gute Gerhard, hrsg. von Moritz Haupt. Weidmann´sche Buchhandlung, Leipzig 1840.
- Rudolf von Ems, Barlaam und Josaphat, hrsg. von Franz Pfeiffer. Leipzig 1843. (Deutsche Dichtungen des Mittelalters, Bd. 3), (Nachdruck Berlin 1965).
- Rudolf von Ems, Alexander. Ein höfischer Versroman des 13. Jahrhunderts, 2 Bände, hrsg. von Victor Junk. Wiss. Buchgesellschaft, Darmstadt 1970. (Unveränderter Nachdruck der Ausgabe Leipzig 1928–1929).
- Rudolf von Ems, Weltchronik. Aus der Wernigeroder Handschrift hrsg. von Gustav Ehrismann. 2. unveränderte Auflage, Weidmann, Dublin 1967. (Deutsche Texte des Mittelalters, Bd. 20).
- Rudolf von Ems, Willehalm von Orlens, hrsg. aus dem Wasserburger Codex der Fürstlich Fürstenbergischen Hofbibliothek in Donaueschingen von Victor Junk, Berlin 1905. (Deutsche Texte des Mittelalters, Bd. 2) (Nachdruck Dublin/Zürich 1967).

### Articoli enciclopedici
- (IT, DE, FR) Rodolfo di Ems, in Dizionario storico della Svizzera.
- (DE) Karl Schröder, Rudolf von Ems, in Allgemeine Deutsche Biographie, vol. 6, Lipsia, Duncker & Humblot, 1877,  p. 94–96.
- (DE) Erika Weigele-Ismael, Rudolf von Ems, in Neue Deutsche Biographie, vol. 22, Berlin, Duncker & Humblot, 2005, ISBN 3-428-11203-2,  pp. 194  s. (online).
- Constantin von Wurzbach: Embs, Rudolph von. In: Biographisches Lexikon des Kaiserthums Oesterreich. 9. Theil. Kaiserlich-königliche Hof- und Staatsdruckerei, Wien 1863, S. 189 f. (Digitalisat).

### Studi su singoli aspetti
- Xenja von Ertzdorff: Rudolf von Ems. Untersuchungen zum höfischen Roman im 13. Jahrhundert. München, Wilhelm Fink Verlag, 1967, 446 S. farb. Abb. Rud. v. Ems, Weltchronik auf Frontispiz (als Habilitationsschrift auf Empf. der Phil. Fakultät der Universität Freiburg i.Br. gedruckt).
- Corinna Biesterfeldt: Moniage – der Rückzug aus der Welt als Erzählschluß. Untersuchungen zu „Kaiserchronik“, „König Rother“, „Orendel“, „Barlaam und Josaphat“, „Prosa-Lancelot“. Hirzel, Stuttgart 2004. ISBN 3-7776-1238-3.
- Helmut Brackert: Rudolf von Ems. Dichtung und Geschichte. Winter, Heidelberg 1968.
- Danielle Jaurant: Rudolfs „Weltchronik“ als offene Form. Überlieferungsstruktur und Wirkungsgeschichte. Francke, Tübingen u. a. 1995. (Bibliotheca Germanica, Bd. 34), ISBN 3-7720-2025-9.
- Elisabeth Martschini: Schrift und Schriftlichkeit in höfischen Erzähltexten des 13. Jahrhunderts. Kiel, Solivagus-Verlag 2014, Kapitel Rudolf von Ems: Willehalm von Orlens S. 65–75, S. 291–556, ISBN 978-3-943025-14-9.
- Otto Neudeck: Erzählen von Kaiser Otto. Zur Fiktionalisierung von Geschichte in mittelhochdeutscher Literatur. Böhlau, Köln u. a. 2003. (Norm und Struktur, Bd. 18), ISBN 3-412-04803-8.
- Rüdiger Schnell: Rudolf von Ems. Studien zur inneren Einheit seines Gesamtwerkes. Francke, Bern 1969. (Basler Studien zur deutschen Sprache und Literatur, Bd. 41).
- Wilfried Schouwink: Fortuna im Alexanderroman Rudolfs von Ems. Studien zum Verhältnis von Fortuna und Virtus bei einem Autor der späten Stauferzeit. Kümmerle, Göppingen 1977. (Göppinger Arbeiten zur Germanistik, Bd. 212), ISBN 3-87452-361-6.
- Armin Schulz: Poetik des Hybriden. Schema, Variation und intertextuelle Kombinatorik in der Minne- und Aventiureepik: Willehalm von Orlens – Partonopier und Meliur – Wilhelm von Österreich – Die schöne Magelone. Schmidt, Berlin 2000. (Philologische Studien und Quellen, Bd. 161), ISBN 3-503-04964-9.
- Monika Schulz: Eherechtsdiskurse. Studien zu „König Rother“, „Partonopier und Meliur“, „Arabel“, „Der guote Gêrhart“, „Der Ring“. Winter, Heidelberg 2005, ISBN 3-8253-5103-3.
- Meinolf Schumacher: Toleranz, Kaufmannsgeist und Heiligkeit im Kulturkontakt mit den „Heiden“. Die mittelhochdeutsche Erzählung „Der guote Gêrhart“ von Rudolf von Ems. In: Zeitschrift für interkulturelle Germanistik. H. 1/1, 2010, ISSN 1869-3660 (WC · ACNP), S. 49–58 (Digitalisat).
- Ingrid von Tippelskirch: Die „Weltchronik“ des Rudolf von Ems. Studien zur Geschichtsauffassung und politischen Intention. Kümmerle, Göppingen 1979. (Göppinger Arbeiten zur Germanistik, Bd. 267), ISBN 3-87452-442-6.
- Erika Weigele-Ismael: Rudolf von Ems: Wilhelm von Orlens. Studien zur Ausstattung und zur Ikonographie einer illustrierten deutschen Epenhandschrift des 13. Jahrhunderts am Beispiel des Cgm 63 der Bayerischen Staatsbibliothek München. Lang, Frankfurt am Main u. a. 1997. (Europäische Hochschulschriften; Reihe 28, Kunstgeschichte, Bd. 285), ISBN 3-631-30202-9.
- Franziska Wenzel: Situationen höfischer Kommunikation. Studien zu Rudolfs von Ems „Willehalm von Orlens“. Lang, Frankfurt am Main u. a. 2000. (Mikrokosmos, Bd. 57), ISBN 3-631-36072-X.
- Sonja Zöller: Kaiser, Kaufmann und die Macht des Geldes. Gerhard Unmaze von Köln als Finanzier der Reichspolitik und der „Gute Gerhard“ des Rudolf von Ems. Fink, München 1993. (Forschungen zur Geschichte der älteren deutschen Literatur, Bd. 16), ISBN 3-7705-2850-6 online.